# Phlebosotera striata
Phlebosotera striata är en tvåvingeart som beskrevs av Friedrich Georg Hendel 1931. Phlebosotera striata ingår i släktet Phlebosotera och familjen smalvingeflugor.
Artens utbredningsområde är Egypten. Inga underarter finns listade i Catalogue of Life.